# Jakob Imobersteg
Jakob Imobersteg (Sankt Stephan, 6 luglio 1813 – Bönigen, 22 agosto 1875) è stato un giudice, avvocato e politico svizzero.

## Biografia
Figlio di Jakob Imobersteg, giudice distrettuale, e di Susanna Magdalena Tritten, sposò Elisabeth Born, di Niederbipp. Studiò diritto all'Università di Berna dal 1836 al 1839, ottenendo il brevetto di notaio e di avvocato. Fu membro dell'associazione studentesca Zofingia e colonnello. Fu giudice del tribunale d'appello dal 1846 al 1848, avvocato a Herzogenbuchsee dal 1854 al 1858 e presidente del tribunale d'appello dal 1858 al 1875.
In politica, divenne deputato radicale al Gran Consiglio bernese tra il 1843 e il 1846 e tra il 1850 e il 1858. Fu anche membro della Costituente del cantone nel 1846 e del Consiglio di Stato tra il 1848 e il 1850, dove fu a capo del Dipartimento dell'educazione. A livello federale fu membro del Consiglio nazionale tra il 1848 e il 1858.
Dopo aver partecipato alle due spedizioni dei Corpi franchi, nel 1846 fu tra i capi della rivoluzione radicale nel Canton Berna. Contrariamente a Jakob Stämpfli, appoggiò la Costituzione federale del 1848. Insieme a Heinrich Grunholzer sostenne una riforma scolastica volta tra l'altro a sviluppare il pensiero autonomo degli allievi e a emancipare la scuola dalla Chiesa, ciò che gli comportò le critiche di Jeremias Gotthelf.